# هانس بيرغستروم
هانس بيرغستروم (بالسويدية: Hans Bergström)‏ هو صحفي سويدي، ولد في 13 مايو 1948 في تورسبي ‏ في السويد.